# Desa Tenjolaya (administrativ by i Indonesien, lat -7,12, long 107,47)
Desa Tenjolaya är en administrativ by i Indonesien.   Den ligger i provinsen Jawa Barat, i den västra delen av landet, 120 km sydost om huvudstaden Jakarta.